# Luke Saville
Luke Saville (1 de febrero de 1994) es un jugador australiano de tenis. En su carrera ha conquistado el Abierto de Australia 2012 Júnior y Wimbledon 2011 Júnior. Saville es un ex número 1 del ranking júnior. Está casado con la también tenista Daria Saville.

## Títulos de Grand Slam

### Dobles

#### Finalista (1)
| Año  | Campeonato           | Pareja      | Oponentes en la final    | Resultado |
| 2020 | Abierto de Australia | Max Purcell | Rajeev Ram Joe Salisbury | 4-6, 2-6  |

## Títulos ATP (0; 0+0)

### Dobles (0)
| Leyenda                         |
| Grand Slam (0)                  |
| ATP Wourld Tour Finals (0)      |
| ATP Masters 1000 World Tour (0) |
| ATP World Tour 500 series (0)   |
| ATP World Tour 250 series (0)   |

#### Finalista (5)
| N.º | Fecha                    | Torneo               | Superficie | Pareja             | Oponentes en la final             | Resultado            |
| --- | ------------------------ | -------------------- | ---------- | ------------------ | --------------------------------- | -------------------- |
| 1.  | 2 de febrero de 2020     | Abierto de Australia | Dura       | Max Purcell        | Rajeev Ram Joe Salisbury          | 4-6, 2-6             |
| 2.  | 1 de noviembre de 2020   | Astaná               | Dura (i)   | Max Purcell        | Sander Gillé Joran Vliegen        | 5-7, 3-6             |
| 3.  | 6 de febrero de 2022     | Pune                 | Dura       | John-Patrick Smith | Rohan Bopanna Ramkumar Ramanathan | 7-6(10), 3-6, [6-10] |
| 4.  | 24 de junio de 2022      | Eastbourne           | Hierba     | Matwé Middelkoop   | Nikola Mektić Mate Pavić          | 4-6, 2-6             |
| 5.  | 25 de septiembre de 2022 | San Diego            | Dura       | Jason Kubler       | Nathaniel Lammons Jackson Withrow | 6-7(5), 2-6          |

## Carrera Júnior
Saville comenzó a competir en grandes eventos juveniles en el inicio del año 2009 donde se le dio invitaciones en los torneos G1 en Australia, pero solo logró llegar a la ronda de 16 en los torneos de ambos después de haber sido contratado por James Duckworth y Sholtz Nikala. Saville no tenía títulos al inicio del Abierto de Australia 2009, derrotando a Greivis Valadziemer pero perdiendo ante Dino Marcan en tres sets. Más tarde, en 2009 Saville fue parte del victorioso equipo australiano de Copa Davis Júnior con sus compañeros de equipo Jason Kubler y Joey Swaysland.
En el Australian Open 2010 derrotó a Vadik Munshaw, pero perdió ante Arthur De Greef.
Saville tuvo un gran comienzo en el 2011 derrotando a Adán Pavlásek, Thiem Domingo, Nikola Milojevic, Pouille Lucas, Roberto Carballes para llegar a la final del Abierto de Australia 2011 perdiendo ante Jiri Vesely en sets corridos: 6-0, 6-3.
En el Roland Garros (Abierto de Francia) tuvo una derrota en la primera ronda ante Kaichi Uchida por tres sets: 7-6, 5-7, 6-4.
Saville luego ganó el título de Wimbledon Júnior 2011 superando a Lucas Vrnac, Lovskiy Evgyny, Thiago Moura Monteiro, Joris De Looreand y Uchida Kaichi en su camino a la final. Allí, derrotó al local, Liam Broady en tres sets.
En 2012, Saville, una vez más llegó a la final del Abierto de Australia Júnior, donde venció en la final a Filip Peliwo en tres sets: 6-3, 5-7, 6-4. Así, se convirtió en el primer australiano en ganar el título del Abierto de Australia Júnior, desde que Bernard Tomic lo ganara en 2008. Más tarde ese año, Saville llegó a la final de Wimbledon 2012, donde se enfrentó una vez más ante el canadiense Filip Peliwo. Él era el campeón defensor, pero perdió en tres sets: 5-7, 4-6.

## Títulos Júnior
| Leyenda        |
| -------------- |
| Grand Slam (2) |
| Grado A (0)    |
| Grado B (1)    |
| Grado 1–5 (2)  |

| N.º | Fecha                  | Torneo          | Superficie | Oponente en la final | Marcador final |
| --- | ---------------------- | --------------- | ---------- | -------------------- | -------------- |
| 1.  | 30 de octubre de 2010  | Nonthaburi      | Dura       | Evgeny Karlovskiy    | 6–3, 6–2       |
| 2.  | 3 de julio de 2011     | Wimbledon       | Césped     | Liam Broady          | 2-6, 6-4, 6-2  |
| 3.  | 30 de octubre de 2011  | Chuncheon       | Dura       | Andrew Harris        | 7-6(2), 6-4    |
| 4.  | 6 de noviembre de 2011 | Jeju-Do         | Dura       | Andrew Harris        | 6-3, 6-4       |
| 5.  | 28 de enero de 2012    | Australian Open | Dura       | Filip Peliwo         | 6-3, 5-7, 6-4  |

### Finalista en torneos Júnior
| Leyenda        |
| -------------- |
| Grand Slam (1) |
| Grado A (0)    |
| Grado B (0)    |
| Grado 1–5 (0)  |

| N.º | Fecha              | Torneo    | Superficie | Oponente en la final | Marcador final |
| --- | ------------------ | --------- | ---------- | -------------------- | -------------- |
| 1.  | 8 de julio de 2012 | Wimbledon | Césped     | Filip Peliwo         | 5-7, 4-6       |

## Futures

### Títulos (1)
| N.º | Fecha              | Torneo  | Superficie | Oponente en la final | Marcador final |
| --- | ------------------ | ------- | ---------- | -------------------- | -------------- |
| 1.  | 12 de mayo de 2012 | Bangkok | Dura       | Antoine Escoffier    | 2–6, 6-4, 6-0  |